# Trimont
Trimont est une municipalité américaine située dans le comté de Martin au Minnesota.

## Géographie
Trimont se trouve à proximité de plusieurs lacs et de l'Interstate 90.
La municipalité s'étend en 2010 sur une superficie de 0,74 mille carré (1,92 km2).

## Histoire
Trimont est issue de la fusion de deux localités : Triumph et Monterey,,. Le bourg de Triumph est fondé en 1899 sur le Minnesota and International Railway et est nommé d'après la société locale Triumph Creamery Company,. La même année est fondé le village de Monterey, sur le Minneapolis and St. Louis Railway,, qui doit son nom à la ville mexicaine de Monterrey.

## Démographie
Lors du recensement de 2010, la population de Trimont est de 747 habitants.